# Torneo de Halle 2024
El Terra Wortmann Open 2024 fue un evento de tenis del ATP Tour 2024 en la serie ATP 500. Se disputó en Halle, Alemania desde el 17 hasta el 23 de junio de 2024.

## Distribución de puntos
| Modalidad            | Campeón | Finalista | Semifinales | Cuartos de final | 2.ª ronda | 1.ª ronda | Clasificados | 2.ª ronda de clasificación | 1.ª ronda de clasificación |
| Individual masculino | 500     | 330       | 200         | 100              | 50        | 0         | 25           | 13                         | 0                          |
| Dobles masculino     | 500     | 300       | 180         | 90               | –         | –         | 45           | 25                         | 0                          |

## Cabezas de serie

### Individual masculino
| Tenista               | Ranking | Preclasificado |
| Jannik Sinner         | 1       | 1              |
| Alexander Zverev      | 4       | 2              |
| Daniil Medvédev       | 5       | 3              |
| Andrey Rublev         | 6       | 4              |
| Hubert Hurkacz        | 8       | 5              |
| Stefanos Tsitsipas    | 11      | 6              |
| Aleksandr Búblik      | 17      | 7              |
| Félix Auger-Aliassime | 18      | 8              |

- Ranking del 10 de junio de 2024.[2]

### Dobles masculino
| Tenista                           | Ranking | Preclasificado |
| Simone Bolelli Andrea Vavassori   | 21      | 1              |
| Kevin Krawietz Tim Puetz          | 34      | 2              |
| Nathaniel Lammons Jackson Withrow | 44      | 3              |
| Hugo Nys Jan Zieliński            | 55      | 4              |

## Campeones

### Individual masculino
Jannik Sinner venció a  Hubert Hurkacz por 7-6(10-8), 7-6(7-2)

### Dobles masculino
Simone Bolelli /  Andrea Vavassori vencieron a  Kevin Krawietz /  Tim Puetz por 7-6(7-3), 7-6(7-5)